# Diego Nunes

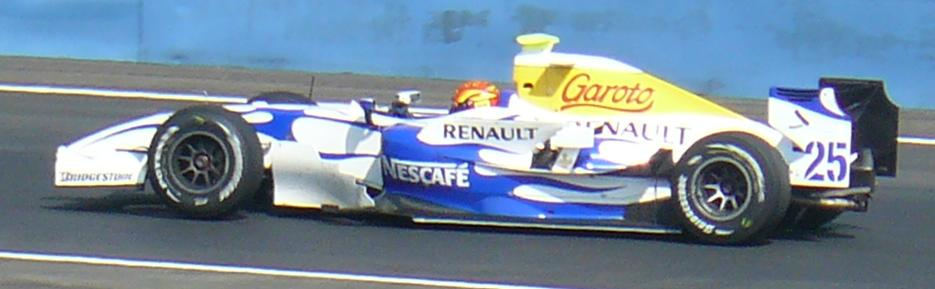
Diego Nunes, GP2-Serie 2008, Valencia

Diego Nunes (* 12. Juli 1986 in São Paulo) ist ein brasilianischer Rennfahrer.

## Karriere
Diego Nunes begann seine Motorsportkarriere in der brasilianischen Formel Renault, in der er 2003 und 2004 an allen Rennen teilnahm. Bereits 2002 fuhr Nunes einige Rennen. 2004 wurde er Neunter der Gesamtwertung. Auch in den zwei folgenden Jahren nahm Nunes an einigen Rennen der brasilianischen Formel Renault teil. 2005 wechselte Diego Nunes in die südamerikanische Formel 3 und wurde Vierter im Gesamtklassement. Ein Jahr später startete Nunes die Hälfte der Rennen von der Pole-Position, doch es gelang ihm nur ein Rennen zu gewinnen, sodass er im Gesamtklassement den dritten Platz belegte. Beide Saisons fuhr Nunes für Bassani Racing.
2006 startete Nunes außerdem bei zwei Rennen der Euroseries 3000. 2007 wechselte er komplett nach Europa und fuhr die gesamte Saison der Euroseries 3000. Es gelang ihm vier Rennen zu gewinnen und er wurde Vizemeister hinter Davide Rigon. Beide Saisons fuhr er für das Euroseries-3000-Team des ehemaligen Formel-1-Rennstalls Minardi.
2008 wurde Nunes von Adrián Campos für die erste Saison der GP2-Asia-Serie verpflichtet. Bereits nach dem ersten Rennwochenende verließ er Campos Grand Prix und wechselte zu David Price Racing, wo er den entlassenen Andy Souček ersetzte. Nunes holte zwei Punkte und wurde somit 19. in der Gesamtwertung. Auch in der europäischen GP2-Serie startete Nunes für David Price Racing. Sein Teamkollege war Michael Herck, der an den ersten drei Rennwochenenden durch Giacomo Ricci und Andy Soucek ersetzt wurde. Sein bestes Ergebnis war ein vierter Platz beim Sprintrennen auf dem neuen Valencia Street Circuit. In der Gesamtwertung belegte Nunes mit drei Punkten den 22. Platz.
In der GP2-Asia-Serie-Saison 2008/2009 ging Nunes an der Seite von Roldán Rodríguez für Piquet GP an den Start. Nachdem der Brasilianer in den ersten Rennen punktelos geblieben war, gewann er an den letzten zwei Rennwochenenden das Hauptrennen und wurde schließlich Achter im Gesamtklassement. In der europäischen GP2-Serie ging Nunes in der Saison 2009 als Teamkollege des Niederländers Giedo van der Garde für iSport International an den Start. Mit einer Podest-Platzierung belegte er am Saisonende den 20. Gesamtrang.
Im Winter 2009/2010 nahm Nunes für das malaysische Meritus-Team am ersten Lauf der GP2-Asia-Serie teil. Danach wurde er durch Alexander Rossi ersetzt. Am Saisonende belegte er den 28. Gesamtrang.

## Statistik

### Karrierestationen
- 2002: Brasilianische Formel Renault
- 2003: Brasilianische Formel Renault (Platz 18)
- 2004: Brasilianische Formel Renault (Platz 9)
- 2005: Südamerikanische Formel 3 (Platz 4)
- 2006: Südamerikanische Formel 3 (Platz 3)
- 2007: Euroseries 3000 (Platz 2)
- 2008: GP2-Serie (Platz 22); GP2-Asia-Serie (Platz 19)
- 2009: GP2-Serie (Platz 20), GP2-Asia-Serie (Platz 8)
- 2010: GP2-Asia-Serie (Platz 28)